# Skarpnäcks gård
Skarpnäcks gård – dzielnica (stadsdel) Sztokholmu, położona w jego południowej części (Söderort) i wchodząca w skład stadsdelsområde Skarpnäck. Graniczy z dzielnicami Bagarmossen, Kärrtorp, Enskededalen, Gamla Enskede, Gubbängen, Sköndal, Orhem i Flaten oraz gminą Nacka.
Według danych opublikowanych przez gminę Sztokholm, 31 grudnia 2020 r. Skarpnäcks gård liczyło 11 120 mieszkańców. Powierzchnia dzielnicy wynosi 2,83 km².
Na obszarze dzielnicy położona jest początkowa/końcowa stacja zielonej linii (T17) sztokholmskiego metra, Skarpnäck.